# Mattias Ohlin
Rolf Lennart Mattias Ohlin (* 4. Februar 1978 in Trelleborg) ist ein ehemaliger schwedischer Schwimmer. Er gewann bei Kurzbahnweltmeisterschaften eine Goldmedaille, zwei Silbermedaillen und eine Bronzemedaille. Bei Europameisterschaften erschwamm er zwei Silbermedaillen und eine Bronzemedaille auf der 50-Meter-Bahn. 

## Sportliche Karriere
Der 1,93 Meter große Ohlin startete für Trelleborgs Simsällskap.
Im April 1999 bei den Kurzbahnweltmeisterschaften in Hongkong siegte die australische 4-mal-100-Meter-Freistilstaffel vor den Niederländern und der schwedischen Mannschaft mit Daniel Carlsson, Mattias Ohlin, Lars Frölander und Dan Lindström. Über 100 Meter Rücken erreichte Ohlin das Finale und wurde Siebter. In der 4-mal-100-Meter-Lagenstaffel gewannen die Australier mit 0,44 Sekunden Vorsprung vor Mattias Ohlin, Patrik Isaksson, Daniel Carlsson und Lars Frölander. Im Juli begannen die Europameisterschaften in Istanbul. Die 4-mal-100-Meter-Freistilstaffel mit Stefan Nystrand, Mattias Ohlin, Lars Frölander und Anders Lyrbring schlug als Fünfte an. Über 100 Meter Rücken erreichte Ohlin das Ziel als Achter. In der 4-mal-100-Meter-Lagenstaffel gab es zwei Dritte. Hinter den Niederländern und den Deutschen schlug das russische Quartett zeitgleich mit dem schwedischen Team mit Ohlin, Isaksson, Carlsson und Frölander an.
Im März 2000 bei den Kurzbahnweltmeisterschaften in Athen erschwamm die 4-mal-100-Meter-Freistilstaffel in der Besetzung Johan Nyström, Lars Frölander, Mattias Ohlin und Stefan Nystrand Gold und hatte fast anderthalb Sekunden Vorsprung vor dem Quartett aus den Vereinigten Staaten. Im Juli bei den Europameisterschaften in Helsinki gewann die schwedische Lagenstaffel mit Mattias Ohlin, Martin Gustavsson, Lars Frölander und Stefan Nystrand Silber hinter den Russen. Sportlicher Höhepunkt des Jahres waren im September die Olympischen Spiele in Sydney. Stefan Nystrand, Lars Frölander, Mattias Ohlin und Johan Nyström belegten den sechsten Platz in der 4-mal-100-Meter-Freistilstaffel. Über 100 Meter Rücken schied Ohlin als 36. der Vorläufe aus. Die schwedische Lagenstaffel mit Daniel Carlsson, Martin Gustavsson, Stefan Nystrand und Mattias Ohlin verfehlte als Vorlaufzehnte das Finale um drei Zehntelsekunden.
Bei den Weltmeisterschaften 2001 in Fukuoka belegte die 4-mal-100-Meter-Freistilstaffel mit Mattias Ohlin, Lars Frölander, Stefan Nystrand und Eric la Fleur den vierten Platz, 0,48 Sekunden hinter dem deutschen Quartett auf dem Bronzerang. Im Jahr darauf bei den Kurzbahnweltmeisterschaften 2002 in Moskau siegte die 4-mal-100-Meter-Freistilstaffel aus den Vereinigten Staaten vor Eric la Fleur, Stefan Nystrand, Lars Frölander und Mattias Ohlin. Die 4-mal-100-Meter-Lagenstaffel mit Mattias Ohlin, Martin Gustavsson, Lars Frölander und Stefan Nystrand belegte den fünften Platz. Im Sommer bei den Europameisterschaften in Berlin erschwamm die 4-mal-100-Meter-Freistilstaffel mit Erik la Fleur, Stefan Nystrand, Lars Frölander und Mattias Ohlin Silber mit 0,08 Sekunden Rückstand auf das deutsche Quartett.
Bei den Weltmeisterschaften 2003 in Barcelona erreichte Ohlin kein Finale, die beste Platzierung war die neunte Vorlaufzeit für die 4-mal-100-Meter-Freistilstaffel. 2004 bei den Europameisterschaften in Madrid schlug die 4-mal-100-Meter-Freistilstaffel mit Erik Andersson, Stefan Nystrand, Mattias Ohlin und Petter Stymne als Vierte an, hatte aber anderthalb Sekunden Rückstand auf die drittplatzierten Franzosen. Bei den Olympischen Spielen in Athen wurde die schwedische 4-mal-100-Meter-Freistilstaffel nach einem Wechselfehler im Vorlauf disqualifiziert.